# Ewa Demarczyk
Ewa Maria Demarczyk (Cracovia, 16 de enero de 1941-Ibidem, 14 de agosto de 2020) fue una actriz y cantante polaca. Fue conocida por interpretar de poesía cantada. Estudió en la Academia de las artes teatrales de Cracovia y su etapa como cantante abarca de 1961 a 1999.

## Biografía
Ewa Maria Demarczyk nació en Cracovia, hija del escultor Leonard Demarczyk (1911-1961) y de la costurera Janina de domo Bańdo. Tía de Demarczyk, Stefania Bańdo-Stopkowa (1907-1986), que fue graduada del Departamento de Pintura de la Academia de Bellas Artes Jan Matejko de Cracovia, dirigió la editorial con publicaciones de la moda mujer.
Terminó el conservatorio en la clase de piano de cola. Inició su trayectoria profesional en 1961 en un cabaré de estudiantes de la Academia de Medicina en Cracovia llamada Cyrulik. En 1962 pasó a cabaré Piwnica pod Baranami muy famoso en Polonia considerado entonces como un centro de la cultura polaca. Aquí se empezó su cooperación con compositor Zygmunt Konieczny. En 1963 participó en Primer Nacional Festival de la Canción Polaca en Opole con las canciones: Karuzela z madonnami (pol. Un carrusel con Vírgenes), Czarne anioły (pol. Los Ángeles Negros) y Taki pejzaż (pol. Tal Paisaje). Ganó el premio en este festival y obtuvo la aceptación del público así como de los críticos musicales. Interpretó poemas de Miron Białoszewski, Maria Pawlikowska-Jasnorzewska, Bolesław Leśmian, Julian Tuwim, Wiesław Dymny, Agnieszka Osiecka.
En 1966 finalizó los estudios en la Academia de las artes teatrales de Cracovia.
Dio conciertos fuera de Polonia. La invitaron al Olympia de París y a Ginebra.
Por sus creaciones y manera de actuar características se ganó el  sobrenombre El Ángel Negro.
En 1999 dio su último concierto. En 2000 se alejó de la vida pública.
Murió el 14 de agosto de 2020 en su casa en Cracovia.

## Discografía
- Ewa Demarczyk śpiewa piosenki Zygmunta Koniecznego (1967) (pol. Ewa Demarczyk canta canciones de Zygmunt Konieczny)
- Ewa Demarczyk (1974)
- Live (1982)